# Charles Comiskey

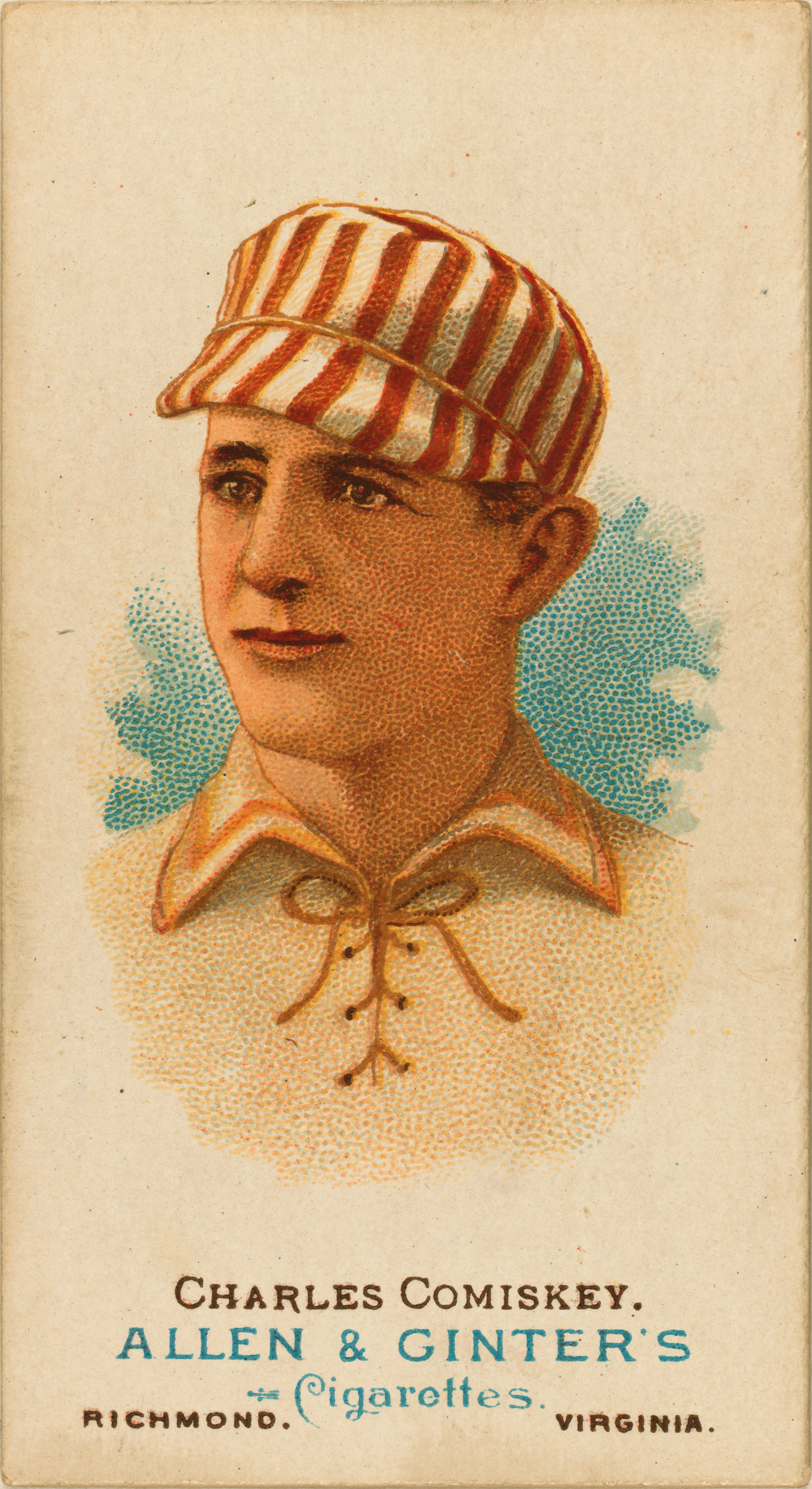
Charles Comiskey.

Charles Albert Comiskey (né le 15 août 1859 à Chicago, Illinois - mort le 26 octobre 1931 à Eagle River, dans le comté de Vilas, au Wisconsin) est un joueur américain de baseball des ligues majeures qui devient ensuite manager puis propriétaire de la franchise des White Sox de Chicago en ligue majeure de 1901 à 1931. Il est élu au Temple de la renommée du baseball en 1939.

## Carrière

### Joueur et manager
Fils d'un politicien influent de Chicago, Charles Comiskey grandit au sein d'une famille d'origine irlandaise. Il devient un solide joueur de première base avec les St. Louis Browns de 1882 à 1889. Il occupe dès 1883 la double fonction de manager-joueur. Sous sa conduite, les Browns sont champions quatre fois de 1885 à 1888 de l'Association Américaine. En 1885, les Browns affrontent les Chicago White Stockings, champions de la Ligue nationale, à l'occasion des World's Championship Series. Les Browns de Comiskey s'imposent après une série controversée. La saison suivante, les Browns retrouvent les Chicago White Stockings, et s'imposent cette fois sans polémique, par quatre victoires à deux. Les Detroit Wolverines en 1887 puis les New York Giants en 1888 font en revanche triompher la Ligue nationale.
Après un crochet en 1890 par Chicago en Players League, où il termine en milieu de tableau avec 75 victoires pour 62 défaites, il revient en Association Américaine. Il évolue, toujours comme manager-joueur, chez les St. Louis Browns en 1891 puis passe en Ligue nationale chez les Cincinnati Reds de 1892 à 1894.

### Propriétaire
Comiskey se lie d'amitié avec Ban Johnson pendant les années 1890, et devient propriétaire de la franchise des Sioux City Cornhuskers qui enlève le titre 1894 en Western League, ancêtre de la Ligue américaine. La franchise déménage à Saint-Paul puis s'installe à Chicago en 1900. Les White Sox de Chicago remportent le titre 1900 de la Ligue américaine, qui évolue encore comme une ligue mineure. Même résultat en 1901 au sein d'une ligue américaine qui est désormais une ligue majeure. Les Sox remportent ensuite le titre en 1906, 1917 et 1919. En Séries mondiales, les Sox enlèvent la victoire en 1906 et 1917.
Comiskey est très dur avec ses joueurs au niveau des salaires. Son nom reste lié au scandale des Black Sox qui ébranle le baseball en 1919. Nombre d'observateurs expliquent en effet ce scandale en raison des mauvaises conditions financières offertes par Comiskey. Ce scandale décapite l'équipe de huit de ses meilleurs éléments. Jamais plus, Comiskey ne verra ses Sox fêter un titre.
Comiskey laisse son nom au Comiskey Park, stade mythique des White Sox de 1910 à 1990, surnommé The Palace of Baseball. Il meurt alors qu'il est rsponsable de ses Sox le 26 octobre 1931, six mois après son ami Ban Johnson.

## Statistiques

### Statistiques de joueur
| G    | AB   | H    | 2B  | 3B | HR | R   | RBI | SB  | SO  | BB  | BA   | OBP  | SLG  |
| ---- | ---- | ---- | --- | -- | -- | --- | --- | --- | --- | --- | ---- | ---- | ---- |
| 1390 | 5796 | 1530 | 206 | 68 | 29 | 994 | 883 | 419 | 84* | 197 | .264 | .293 | .338 |

### Statistiques de manager
| Année  | Club   | Ligue  | Matches | Vic. | Déf. | Pct. | Rang |
| ------ | ------ | ------ | ------- | ---- | ---- | ---- | ---- |
| 1883   | STB    | AA     | 19      | 12   | 7    | .632 | 2e   |
| 1884   | STB    | AA     | 25      | 16   | 7    | .696 | 4e   |
| 1885   | STB    | AA     | 112     | 79   | 33   | .705 | 1er  |
| 1886   | STB    | AA     | 139     | 93   | 46   | .669 | 1er  |
| 1887   | STB    | AA     | 138     | 95   | 40   | .704 | 1er  |
| 1888   | STB    | AA     | 137     | 92   | 43   | .681 | 1er  |
| 1889   | STB    | AA     | 141     | 90   | 45   | .667 | 2e   |
| 1890   | CHP    | PL     | 138     | 75   | 62   | .547 | 4e   |
| 1891   | STB    | AA     | 141     | 86   | 52   | .623 | 2e   |
| 1892   | CIN    | NL     | 155     | 82   | 68   | .547 | 5e   |
| 1893   | CIN    | NL     | 131     | 65   | 53   | .508 | 6e   |
| 1894   | CIN    | NL     | 134     | 55   | 75   | .423 | 10e  |
| Totaux | Totaux | Totaux | 1410    | 840  | 541  | .608 |      |